# 杭立武
杭 立武（こう りつぶ、中国語: 杭立武; 拼音: Háng Lìwǔ; ウェード式: Hang Li-wu、1903年1月26日 - 1991年2月16日）は、中華民国（台湾）の政治家・教育者・大使。

## 事績
私立金陵大学で文学士を取得し、その後留学してウィスコンシン大学で修士号、ロンドン大学で博士号をそれぞれ取得した。1929年（民国18年）に帰国し、国民政府の考試院で編撰に任ぜられた。翌年、考試院考選委員会編纂主任兼金陵大学教授となる。1931年（民国20年）、国立中央大学政治系教授に移り、後に同系主任に昇進し、中央研究院特約研究員も兼ねた。翌1932年（民国21年）、行政院中英庚款（義和団の乱賠償金））董事会総幹事に任命される。
日中戦争（抗日戦争）勃発後の1938年（民国27年）6月、第1期国民参政会参政員に任ぜられ、以後第3期まで連続して任命されている。1941年（民国30年）11月、三民主義青年団で中央幹事会幹事に起用されたが、1943年（民国22年）2月には第1期中央幹事会の候補幹事となっている。1944年（民国33年）12月、教育部常務次長に任ぜられ、1946年（民国35年）10月、同部政務次長に移った。1947年（民国36年）5月、中英文教基金董事会董事に任ぜられ、同年9月の国際連合教育科学文化機関（ユネスコ）第2回総会に中国代表団総代表として出席している。1948年（民国37年）、行憲国民大会代表に選出される。1949年（民国38年）3月、教育部長に任命され、大陸における最後の中華民国教育部長となった。
国共内戦敗北に伴い杭立武は台湾に逃れ、1950年（民国39年）3月に教育部長を退任した。1951年（民国40年）、中華民国総統府顧問に就任している。1953年（民国42年）から、国立中央博物院・図書館連合管理委員会主任委員、中華民国紅十字会理事、中国流亡知識分子援助会責任者、華美協進社責任者、亜洲人民反共連盟中国総会常務理事、東海大学董事長などを歴任・兼任した。
1956年（民国45年）8月に駐タイ大使に任ぜられ、以後大使として海外で活動する。1962年（民国51年）6月に駐ラオス大使、1964年（民国53年）3月、駐フィリピン大使、1968年（民国57年）7月、駐ギリシャ大使と歴任した。1975年（民国64年）、国際関係研究センター主任となる。これ以降、世界反共連盟台湾総会秘書長、中国政治学会理事長、中国・タイ文化経済協会理事長、雑誌『亜洲與世界』発行人兼社長に就任した。また、中国国民党でも第9期から第13期まで中央委員会評議員に選出されている。1991年（民国80年）2月16日、台北市にて死去。享年89（満88歳）。

## 注
1. ↑  徐主編（2007）、837頁による。劉国銘主編（2005）、1481頁は「1905年2月2日（清光緒30年腊月28日）」としている。
2. 1 2 3 4  徐主編（2007）、837頁。
3. 1 2 3 4  劉国銘主編（2005）、1481頁。